# Maszt Wolności

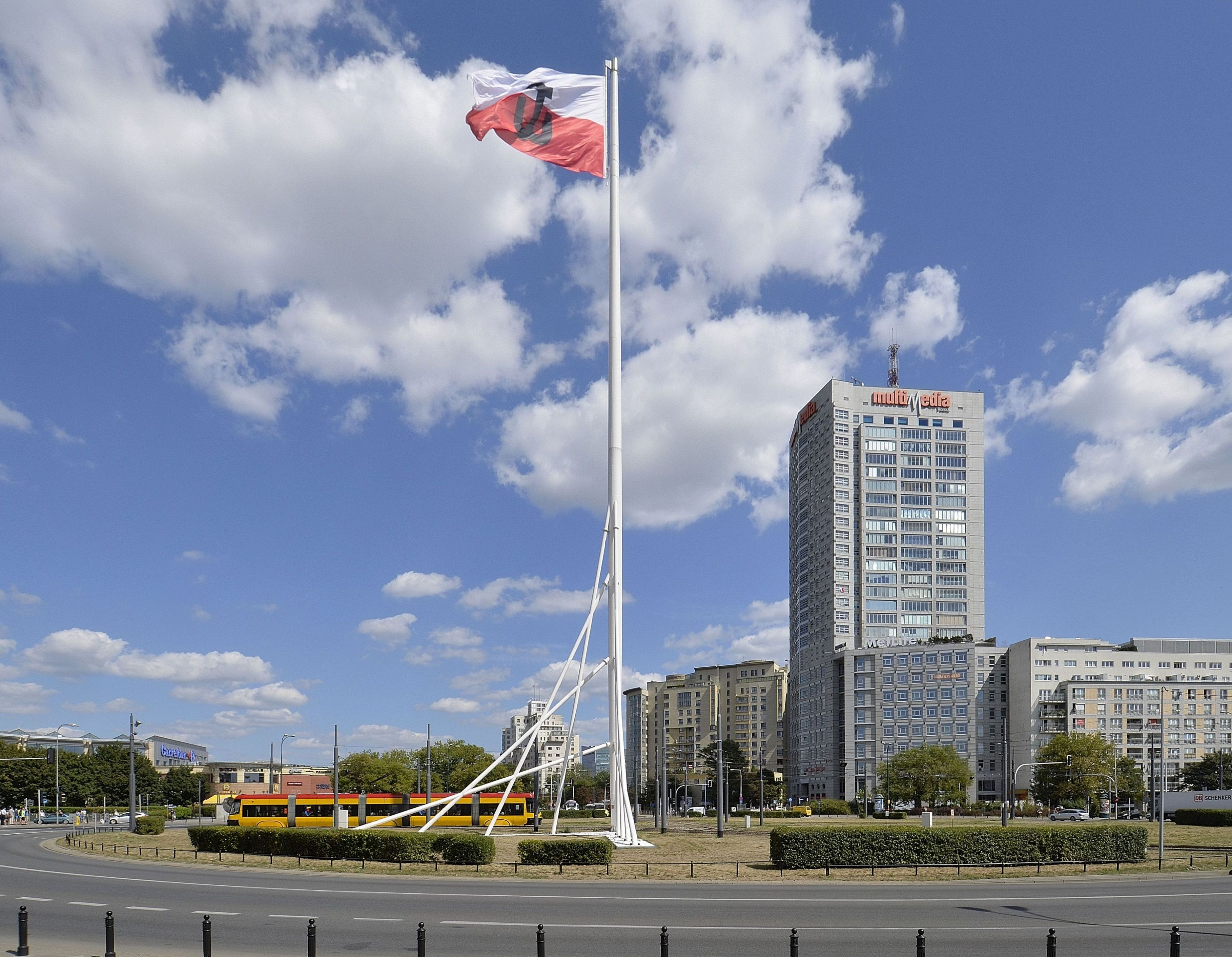
Der Fahnenmast aus westlicher Perspektive. Hier trägt die polnische Fahne die Kotwica, das Symbol der Polnischen Heimatarmee und des Warschauer Aufstands. Im Hintergrund der rund 100 Meter hohe Babka Tower

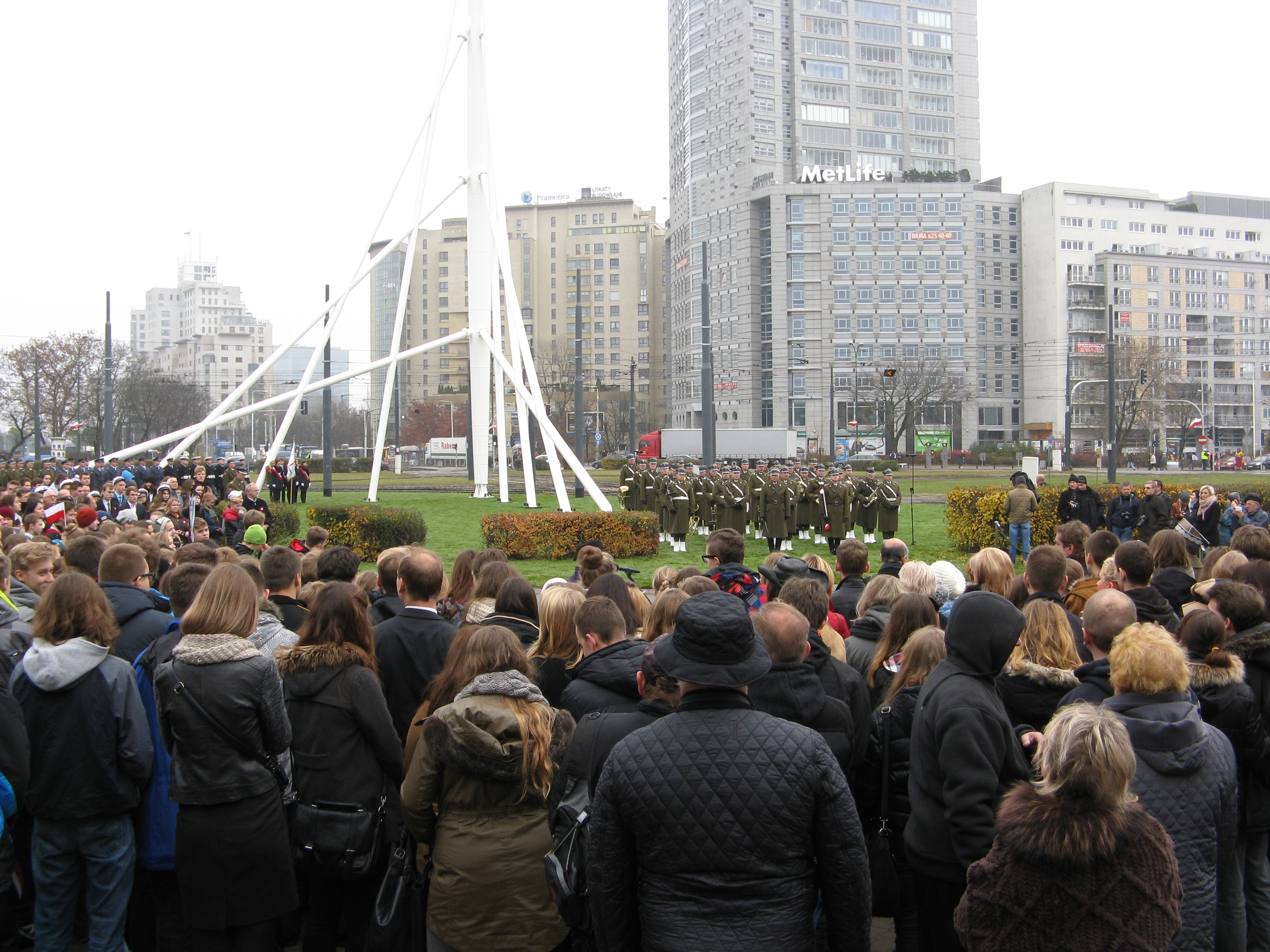
Eröffnungsfeierlichkeiten am 10. November 2014

Der Maszt Wolności (deutsch: Mast der Freiheit) ist ein Denkmal in Form eines 60 Meter hohen und beleuchteten Fahnenmastes im Warschauer Stadtdistrikt Wola. Die Konstruktion ist der höchste Fahnenmast Polens, die an ihm gehisste Fahne ist mit einer Fläche von über 100 Quadratmetern ebenfalls die größte des Landes.

## Lage
Der Mast steht in der Mitte einer großen, dreispurigen Kreisverkehrskreuzung, an der die Straßen Aleja Jana Pawła II, Ulica Zygmunta Słomińskiego und Ulica Okopowa zusammentreffen: Rondo Zgrupowania AK Radosław (früher: Rondo Babka). Die Umbenennung des Kreisels im Jahr 2011 diente der Erinnerung an eine Kampfeinheit („Radosław“) der Polnischen Heimatarmee während des Warschauer Aufstands. Der Kreisverkehr hat einen Durchmesser von gut 100 Metern; in der Mitte kreuzen sich Straßenbahntrassen, weshalb der Fahnenmast im nordwestlichen Teil des Innenraumes des Kreisels steht. Am Kreisverkehr befinden sich ebenfalls die Megamall Arkadia und das erste Wohngebäude Warschaus mit einer Höhe über 100 Metern (Babka Tower, erbaut 1999–2001).

## Geschichte
Der Mast wurde auf Initiative der polnischen Unternehmer Artur Nowakowski und Bogdan Kaczmarek errichtet. Mit dem Bauwerk soll an wichtige Daten der polnischen Geschichte erinnert werden. So wurde zur Einweihung verschiedener Jahrestage gedacht: 100. Jahrestag des Ausbruchs des Ersten Weltkrieges, 70. Jahrestag des Beginns des Warschauer Aufstandes, 25. Jahrestag der Gründung der Dritten Polnischen Republik und 10. Jahrestag des Beitritts Polens zur Europäischen Union.
Im November 2012 wurde ein Unterstützungskomitee zur Realisierung der Idee gegründet. Im Februar 2013 wurde das technische Projekt von dem entwerfenden Architekturstudio JSK Architekci präsentiert. Im Juni 2014 erteilte die Stadt die Baugenehmigung und stellte das benötigte Bauland zur Verfügung. Am 23. Juni 2014 begannen die Bauarbeiten. Zur feierlichen Einweihung am 10. November 2014 trat in Anwesenheit der Warschauer Oberbürgermeisterin Hanna Gronkiewicz-Waltz eine Ehrenkompanie der polnischen Streitkräfte an.

## Konstruktion
Die Konstruktion besteht aus einem senkrecht stehenden Mast, an dessen unterem Teil mehrere Streben zur Versteifung angebracht wurden. Die Architekten verstehen diese Streben sinnbildlich als Menschen, die die Fahnenmast stützen. Der Mast hat die Form einer Spindel – in der Mitte bauchig. Das Fundament der Konstruktion ist zwecks Aufnahme der Verstrebungen v-förmig. Die neun, 15 Meter tiefen Fundamentpfähle verfügen über eine Gesamtlänge von 128 Meter und wiegen drei Tonnen. Auf dem 58-Kubikmeter-Beton-Fundament liegt eine Stahlbetonkappe, die aus 11 Tonnen Stahl und weiteren 100 Kubikmetern Beton hergestellt wurde. Die Stahlmast-Konstruktion wiegt rund 40 Tonnen. Sie wurde von der Posener H. Cegielski S.A. gefertigt.